# Castro (San Francisco)

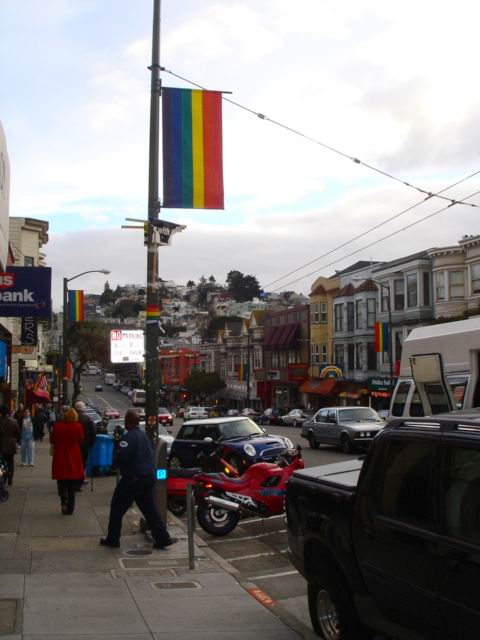
Castro Street con le bandiere Rainbow

Castro è un quartiere di San Francisco, in California, conosciuto in tutto il mondo per essere il cuore della comunità gay di una delle città con la più alta concentrazione di omosessuali al mondo.

## Storia
Prima quartiere di immigrazione scandinava e poi irlandese, è nella seconda metà degli anni sessanta che inizia a diventare punto di riferimento per i tanti giovani omosessuali che da ogni parte degli Stati Uniti accorrono a San Francisco, attirati dalla ventata di libertà che il nuovo movimento di controcultura hippie sta portando alla città californiana.
Il centro di Castro è rappresentato dall'intersezione tra Castro Street e la diciassettesima strada, in una piazza al centro della quale è issata una grande bandiera arcobaleno.
Nel cuore del quartiere di Castro, al centro di Castro Street, sorge il Castro Theatre, un esempio di architettura coloniale spagnola, costruito nel 1922 ed oggi monumento nazionale. Ospita rassegne di teatro e festival di cinema, in particolare legati alla cultura LGBT.

## Comunità LGBT

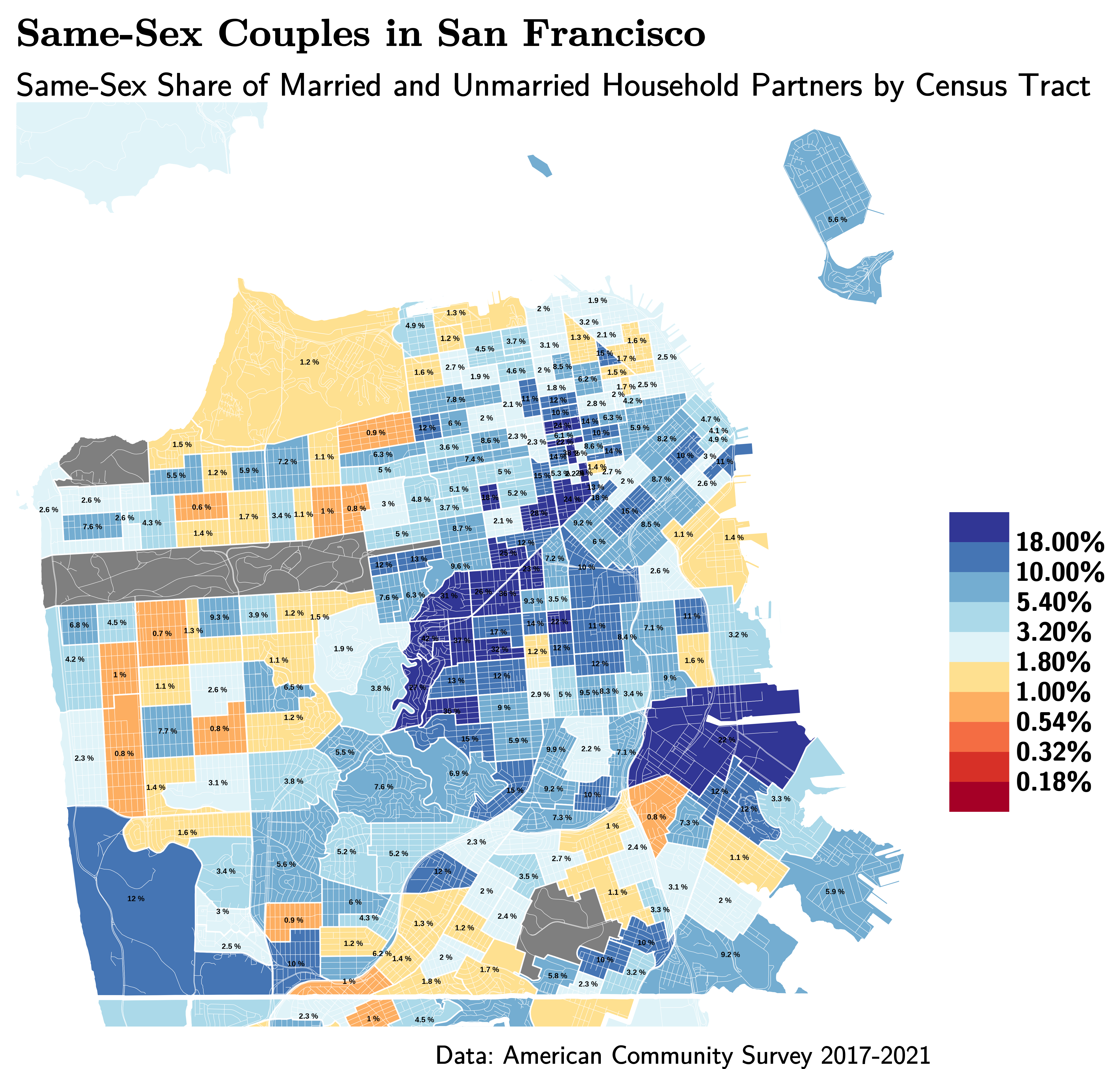
Mappa delle coppie dello stesso sesso a San Francisco

Durante la Seconda guerra mondiale (primi anni '40), l'esercito statunitense congedò migliaia di militari omosessuali dal teatro del Pacifico a San Francisco a causa del loro orientamento sessuale. Molti di loro si stabilirono nella Bay Area, a San Francisco e a Sausalito. A San Francisco si era formata una comunità gay consolidata in diverse aree, tra cui Polk Street (che era considerata il centro gay della città dagli anni cinquanta ai primi anni ottanta), il Tenderloin e South of Market. Negli anni cinquanta molte famiglie si trasferirono da Castro verso i sobborghi nel fenomeno noto come "White flight" ("fuga dei bianchi"), lasciando liberi ampi spazi immobiliari che diventarono appetibili per gli acquirenti gay. Il Missouri Mule fu aperto per la prima volta nel 1935 dall'immigrato norvegese Hans K. Lund e divenne un'icona orgogliosa della comunità LGBTQ dopo la sua riapertura nel 1963.
L'epoca del Castro come "mecca gay" iniziò verso la fine degli anni sessanta, con la Summer of Love nel vicino quartiere di Haight-Ashbury nel 1967. I due quartieri sono separati da una ripida collina, sormontata dal Buena Vista Park. I movimenti hippie e dell'amore libero favorirono idee di vita comunitaria e società libera, comprese le abitazioni collettive in comuni hippie. L'androginia divenne popolare, anche tra uomini con barba piena, quando uomini gay hippie iniziarono a trasferirsi nell'area. Il raduno del 1967 attirò decine di migliaia di giovani della classe media da tutti gli Stati Uniti a Haight, che visse un proprio esodo quando individui e collettivi ben organizzati iniziarono a considerare il Castro un'oasi rispetto all'afflusso massiccio. Molti hippie non avevano mezzi di sostentamento né un posto dove vivere. Haight divenne infestata dalla droga e violenta, spingendo via la popolazione gay, alla ricerca di una zona più stabile dove vivere.
Negli anni settanta, la comunità gay creò un centro urbano elegante e alla moda nel Distretto di Castro. Molti gay di San Francisco si trasferirono lì intorno al 1970 da quello che allora era il quartiere gay più noto, Polk Gulch, poiché erano disponibili ampie case vittoriane in affitto a basso prezzo o acquistabili con piccoli acconti, dopo che i precedenti proprietari della classe media erano fuggiti nei sobborghi.

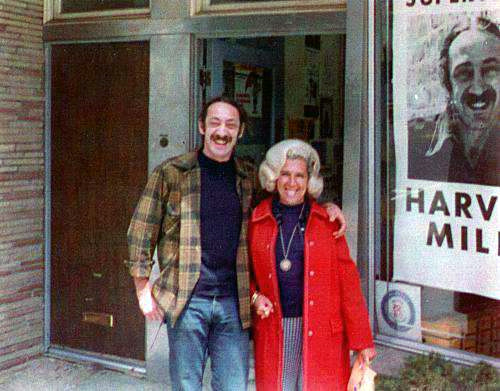
Harvey Milk, qui con la cognata davanti alla Castro Camera nel 1973, era stato cambiato dalla sua esperienza con la contro-cultura degli anni '60. Il suo negozio fu usato come sede della sua campagna e resta una meta turistica.

Nel 1973, Harvey Milk, che sarebbe diventato il residente più famoso del quartiere, aprì un negozio di fotografia, la Castro Camera, e iniziò a impegnarsi politicamente come attivista gay, contribuendo ulteriormente alla percezione del Castro come destinazione gay. Parte della cultura della fine degli anni '70 includeva quello che veniva definito il "Castro clone", uno stile di abbigliamento e cura personale che esemplificava la mascolinità degli uomini della classe operaia nel settore edile—jeans attillati, stivali neri o color sabbia, T-shirt aderente o spesso una camicia Izod con il coccodrillo, talvolta una camicia di flanella a quadri rossa, e di solito con baffi o barba piena—di moda presso la popolazione gay maschile dell’epoca, che portò al soprannome di "Clone Canyon" per il tratto di Castro Street tra le strade 18th e Market.
L'area fu duramente colpita dalla crisi dell'HIV/AIDS degli anni ottanta. A partire dal 1984, le autorità cittadine iniziarono a reprimere i bagni pubblici e avviarono iniziative per prevenire la diffusione dell’AIDS. Oggi i chioschi lungo Market Street e Castro Street espongono manifesti che promuovono il sesso sicuro e i test, accanto a quelli che pubblicizzano servizi di incontri online.
Nel 2019, il membro del Consiglio dei Supervisori di San Francisco, Rafael Mandelman, ha proposto un'ordinanza per creare il Distretto Culturale LGBTQ del Castro; l’ordinanza è stata approvata all’unanimità.